# Grogarnsberget
Grogarnsberget este o arie protejată (arie specială de conservare — SAC, sit de importanță comunitară — SCI) din Suedia întinsă pe o suprafață de 232,7 ha, integral pe uscat.

## Localizare
Centrul sitului Grogarnsberget este situat la coordonatele 57°25′53″N 18°53′33″E / 57.4313°N 18.8924°E.

## Înființare
Situl Grogarnsberget a fost declarat sit de importanță comunitară în aprilie 2004 pentru a proteja 1 specie de plante. Situl a fost protejat și ca arie specială de conservare în martie 2011.

## Biodiversitate
Situată în ecoregiunile boreală și marină baltică, aria protejată conține 9 habitate naturale: Pajiști uscate seminaturale și facies de acoperire cu tufișuri pe substraturi calcaroase (Festuco-Brometalia) (* situri importante pentru orhidee), Mlaștini calcaroase cu Cladium mariscus și specii de Caricion davallianae, Păduri caducifoliate bătrâne naturale hemiboreale fino-scandinave (Quercus, Tilia, Acer, Fraxinus sau Ulmus) bogate în specii epifite, Vegetație perenă pe țărmurile stâncoase, Pante stâncoase calcaroase cu vegetație casmofită, Alvar nordic și șisturi calcaroase precambriene, Pășuni din zone de pădure fino-scandinave, Mlaștini alcaline, Pajiști cu Molinia pe soluri calcaroase, turboase sau argilos-nămoloase (Molinion caeruleae).
La baza desemnării sitului se află o specie protejată de  plante: Sisymbrium supinum.
Pe lângă speciile protejate, pe teritoriul sitului au mai fost identificate 2 specii de nevertebrate.